# Црква Светог архангела Михаила у Баричу
Црква Светог архангела Михаила у Баричу, насељеном месту на територији општине Голубац, припада Епархији браничевској Српске православне цркве.